# Linguaggio nero
Il linguaggio nero è una lingua artificiale di Arda, il mondo immaginario fantasy creato dallo scrittore inglese J. R. R. Tolkien.

## Contesto
Sauron creò il linguaggio nero (forse, almeno in alcuni scritti, a partire da una variante storpiata della lingua Valarin, il melkiano di Melkor) affinché fosse l'unica lingua di tutti i servi di Mordor, rimpiazzando le molte varietà del "linguaggio degli orchi" e altre lingue usate dai suoi servi. Tolkien descrive il linguaggio come esistente in due forme, la forma antica, pura, usata da Sauron stesso, i Nazgûl, e gli Uruk-hai, e la forma più svilita usata dai soldati di Barad-dûr alla fine della Terza Era. L'unico esempio dato di lingua pura è l'iscrizione sull'Unico Anello, trascritta in caratteri tengwar:
Ash nazg durbatulûk, ash nazg gimbatul,
ash nazg thrakatulûk, agh burzum-ishi krimpatul.
Tradotto in italiano (anche se non in maniera esatta), queste parole formano i versi:
Un Anello per domarli, Un Anello per trovarli,
Un Anello per ghermirli e nel buio incatenarli.
Questi sono i primi due versi della fine di un poema riguardante gli anelli del potere. Questo corrisponde alla tabella seguente.
| Lingua nera | Italiano                           |
| ----------- | ---------------------------------- |
| ash         | un                                 |
| nazg        | anello                             |
| durb        | dominare                           |
| at          | verbo all'infinito                 |
| ul          | loro                               |
| ûk          | tutti                              |
| gimb        | trovare                            |
| thrak       | portare, ghermire                  |
| agh         | e (congiunzione)                   |
| bürz        | oscuro                             |
| um          | -ità, -tà (suffisso sostantivante) |
| -ishi       | in (suffisso)                      |
| krimp-      | legare, incatenare                 |

Molti dialetti degli orchi adottarono alcune parole da esso. Come detto, il linguaggio nero era probabilmente basato interamente sul valarin, poiché Morgoth e i suoi Maiar ribelli (che parlavano il valarin) non possedevano il fuoco segreto, ma potevano solo corrompere le cose al loro servizio. Potrebbe anche essere basato sul quenya (ad es. nazg, anello, pare derivare dal valarin naškad mentre gûl, spettro o schiavo, richiama la radice quenya per "spettri" in ulairi, "fantasmi - o spettri - dell'anello").

## Storia
Nella vita reale, J. R. R. Tolkien creò questa lingua con l'intenzione di farla dura e brutta. Il linguaggio nero è sfortunatamente una delle lingue meno complete nei romanzi di Tolkien, perché le forze del bene rifiutano di pronunciarlo, poiché attrae l'attenzione dell'occhio di Sauron. Diversamente dall'elfico, non ci sono poemi o canzoni scritte in questa lingua (oltre all'iscrizione dell'anello), e poiché Tolkien lo realizzò sgradevole ai propri occhi (o alle proprie orecchie), non gli piaceva usarlo. Tolkien raccontò che una volta ricevette un calice da un fan con l'iscrizione dell'anello incisa in linguaggio nero, ma, trovando la lingua ripugnante, non lo usò mai per bere, ma ne fece un posacenere. Il risultato è un insieme di parole difficili da usare in una conversazione giornaliera.
Per la trilogia cinematografica de Il Signore degli Anelli di Peter Jackson, il linguista David Salo ha usato quel poco che è conosciuto del linguaggio nero per creare un linguaggio da usare nei film. La sua lingua è generalmente chiamata "neo-linguaggio nero". Nei film è usata da Sauron e dai Nazgûl, ma non dagli orchi, i quali parlano il linguaggio corrente, in maniera sgradevole e aspra. Nella trilogia prequel de Il Signore degli Anelli, Lo Hobbit diretta sempre da Jackson, il linguaggio nero viene utilizzato anche dagli orchi, oltre che da Sauron e dai Nazgûl.
Alcuni ritengono che Tolkien possa aver attinto dal linguaggio degli antichi Ittiti e Hurriti per il suo linguaggio nero.

## Vocabolario e fonetica
- agh: e (congiunzione)
- ash: uno
- -at: suffisso infinito, o probabilmente un suffisso indicante scopo.
- bagronk: pozzo nero (inteso come buio), probabilmente da bag + ronk (nero+pozzo)
- búbhosh: grande
- búrz: oscuro, (isolato da Lugbúrz e burzum).
- burzum: oscurità
- dug: sudiciume/sporcizia, (ipoteticamente isolato da pushdu).
- durb-: dominare, infinito durbat, attestato solamente insieme a suffissi come in "durbatulûk" per domarli. Il verbo durb- è marcatamente simile al Quenya tur- dal significato similare.
- ghâsh: fuoco (specificato come derivato dal Linguaggio Nero, può rappresentare o meno la forma originale che Sauron diede al vocabolo).
- gimb-: trovare, infinito gimbat, solo attestato con un suffisso pronominale come in gimbatul, "per trovarli"
- glob: stupido.
- gûl: uno dei maggiori servi invisibili di Sauron, dominati interamente dal suo volere". Traducibile in "spettro/i" nel composto Nazgûl, "Spettro/i dell'Anello".
- hai: gente, in Uruk-hai "popolo Uruk" e Olog-hai "popolo dei Vagabondi" anche Oghor-hai.
- ishi: in, un suffisso-posposizione: burzum-ishi, "nel (dentro) buio".
- krimp-: legare, infinito krimpat, solo attestato con un suffisso pronominale: krimpatul, "incatenarli".
- lug: torre, Isolato da Lugbúrz.
- Lugbúrz: La Torre Oscura, Sindarin Barad-dûr (Lug-búrz "Torre Oscura").
- nazg: anello, ash nazg "un anello", Nazgûl "Spettro/i dell'Anello".
- Nazgûl: Spettro/i dell'Anello", nazg + gûl
- Oghor-hai: "Drúedain" (questa può essere o non essere puro Linguaggio Nero).
- olog: una varietà di Vagabondi apparentemente sviluppata da Sauron. Olog-hai "Olog-popolo".
- pushdug: sporciziume/sozzura, probabilmente push+dug "letame+sudiciume".
- ronk: branco, ipoteticamente isolato da bagronk.
- skai: interiezione di dispregio.
- sha: un'altra interiezione di dispregio.
- sharkû: uomo anziano.
- snaga: schiavo, usato per le razze inferiori di Orchi.
- thrak-: ghermire, infinito thrakat, attestato solo con suffissi: thrakatulûk "per ghermire tutti loro (per ghermirli tutti)".
- u/ú: a
- -ûk: tutti, suffisso di suffissi pronominali: -ulûk, "tutti loro"
- -ul: suffisso pronominale "essi".
- -um: "-ness?" in burzum "tenebra".
- uruk: una gran varietà d'Orchi.

Il linguaggio nero usa un alfabeto che contiene i seguenti suoni divisi per caratteristiche:
- Consonanti esplosive: t, d, p, b, k, g.
- Consonanti spiranti: th, gh (e probabilmente anche f e kh, attestate, però, solamente nei nomi d'Orco)
- Consonanti laterali: l.
- Consonante vibrante: r.
- Consonanti nasali: m, n.
- Consonanti sibilanti: s, z, sh.
- Vocali: a, i, o (rara), u; Il Linguaggio Nero non sembra usare la e. Le lunghe â e û sono attestate (quest'ultima è anche possibile trovarla espressa in ú, ma si suppone che questa fosse semplicemente ortografia incoerente sui brani di Tolkien).
- Dittonghi: vi è almeno un dittongo, ai, ed "au" occorre in un nome d'Orco.

Il Linguaggio Nero aveva anche certi gruppi di consonanti che non apparivano nel contemporaneo Sindarin: sn, thr, sk inizialmente e più avanti rz, zg. Qualunque sia la causa, questo linguaggio generalmente viene percepito come singolarmente aspro da parte dei personaggi dai racconti di Tolkien